# Slottsskogen/Godhems IF
Slottsskogen/Godhems IF, SG97, är en fotbollsförening från de västra delarna av Göteborg, bildad 1997 genom sammanslagning av Slottsskogens IK och Godhem/HT IF.
Föreningens herrlag har sedan bildandet företrädesvis spelat i femtedivisionen (-2005 liktydigt med "Division IV", därefter "Division V"). Säsongen 2022 återfanns dock gänget i åttondedivisionen ("division VI"). På damsidan har ett representationslag saknats efter säsongen 2005 men klubben gör 2022 ett försök att starta ett nytt. Föreningen har flera pojk- och flicklag.